# Glyptocolastes texanus
Glyptocolastes texanus is een insect dat behoort tot de orde vliesvleugeligen (Hymenoptera) en de familie van de schildwespen (Braconidae). De wetenschappelijke naam van de soort werd voor het eerst geldig gepubliceerd door Ashmead in 1900. Dit is de typesoort van het geslacht Glyptocolastes.